# Championnat d'Allemagne de football de deuxième division 1956-1957
Navigation
2. Oberliga
1955-1956 2. Oberligen
1957-1958
La 2. Oberliga 1956-1957 fut la 8e saison de 2. Oberliga (parfois également appelée II. Division), une ligue située au 2e échelon du football allemand dans certaines régions. Lors de la saison 1949-1950, seule l'Ouest de l'Allemagne (Land de Rhénanie du Nord-Wesphalie) disposait d'une 2. Oberliga à deux sous-groupes. La compétition passera à un format à un groupe unique à partir de la saison 1952-1953. L'Allemagne du Sud (Länder de Hesse, Bade-Wurtemberg et Bavière) suit le mouvement et introduit sa propre 2. Oberliga pour la saison 1950-1951, et l'Allemagne du Sud-Ouest (Land de Rhénanie-Palatinat et protectorat puis Land de Sarre) suivra la saison suivante. En Allemagne du Nord (Länder de Basse-Saxe et de Schleswig-Holstein ainsi que villes libres de Hambourg et Brême), et à Berlin-Ouest, ce sont les Amateurligen qui jouaient le rôle de 2de division.

## 2. Oberliga West
Le 2. Oberliga West 1956-1957 fut une ligue située au 2e niveau de la hiérarchie du football ouest-allemand.
Ce fut la 8e édition de cette ligue qui couvrait le même territoire que l'Oberliga West, c'est-à-dire le Land de Rhénanie du Nord-Wesphalie, donc les clubs affiliés à une des trois fédérations composant la Westdeutscher Fußball-und Leichtathletikverband (WFLV).
Les deux premiers furent promus en Oberliga West pour la saison suivante.

### Compétition

#### Légende
| Légende       |                                                                    |
| C             | Champion 2. Liga West & promu en Oberliga West la saison suivante. |
| P             | promu en Oberliga West la saison suivante.                         |
| R             | relégué vers les séries de Verbandsliga pour la saison suivante.   |
| en diminution | club relégué de l'Oberliga West depuis la saison précédente        |

#### Classement
|   |    |                            | M  | G  | N  | P  | +  | -  | Avg  | Pts |
| - | -- | -------------------------- | -- | -- | -- | -- | -- | -- | ---- | --- |
| C | 1  | Sportfreunde Hamborn 07    | 30 | 20 | 6  | 4  | 67 | 31 | 2,16 | 46  |
| P | 2  | Rot-Weiss Oberhausen       | 30 | 19 | 3  | 8  | 72 | 39 | 1,85 | 41  |
|   | 3  | VfB Bottrop                | 30 | 16 | 6  | 8  | 58 | 41 | 1,41 | 38  |
|   | 4  | SV Bayer 04 Leverkusen     | 30 | 13 | 10 | 7  | 48 | 29 | 1,66 | 36  |
|   | 5  | TSV Marl-Hüls              | 30 | 16 | 3  | 11 | 82 | 44 | 1,86 | 35  |
|   | 6  | STV Horst-Emscher          | 30 | 14 | 7  | 9  | 57 | 35 | 1,63 | 35  |
|   | 7  | SG Eintracht Gelsenkirchen | 30 | 13 | 6  | 11 | 58 | 39 | 1,49 | 32  |
|   | 8  | BV Union 05 Krefeld        | 30 | 12 | 6  | 12 | 50 | 50 | 1,00 | 30  |
|   | 9  | SpVgg Herten 07/12         | 30 | 12 | 5  | 13 | 50 | 48 | 1,04 | 29  |
|   | 10 | Dortmunder SC 95           | 30 | 11 | 7  | 12 | 53 | 63 | 0,84 | 29  |
|   | 11 | VfB Marathon Reimscheid    | 30 | 10 | 8  | 12 | 35 | 45 | 0,78 | 28  |
|   | 12 | SG Wattenscheid 09         | 30 | 8  | 9  | 13 | 37 | 52 | 0,71 | 25  |
|   | 13 | SG Düren 99                | 30 | 9  | 4  | 17 | 47 | 71 | 0,66 | 22  |
|   | 14 | Rheydter SpV               | 30 | 8  | 6  | 16 | 33 | 65 | 0,51 | 22  |
| R | 15 | SpVgg Erkenschwick         | 30 | 7  | 6  | 17 | 37 | 69 | 0,54 | 20  |
| R | 16 | VfB Speldorf               | 30 | 4  | 4  | 22 | 34 | 90 | 0,38 | 12  |

### Relégués d'Oberliga
À la fin de cette saison, les équipes qui descendirent d'Oberliga West furent:
- Schwarz-Weiss Essen
- VfL Borussia München-Gladbach [1]

### Montants des séries inférieures
À la fin de cette saison, les deux derniers classés furent relégués vers les séries de Verbandsligen et remplacés par:
- VfL Benrath
- Sportfreunde Gladbeck

#### Résultats du tour final des Verbandsligen
| Légende |                                                     |
| P       | club promu en 2. Oberliga West, la saison suivante. |

Le tour final concerna les trois champions des Verbandsligen ("Mittelrhein", "Niederrhein" et "Westfalen"). 
- Tour final:

|   |   |               | M | G | N | P | + | - | Avg  | Pts |
| - | - | ------------- | - | - | - | - | - | - | ---- | --- |
| P | 1 | VfL Benrath   | 2 | 2 | 0 | 0 | 7 | 3 | 2,33 | 4   |
|   | 2 | SpVgg Beckum  | 2 | 0 | 1 | 1 | 2 | 3 | 0,66 | 1   |
|   | 3 | Stolberger SV | 2 | 0 | 1 | 1 | 3 | 6 | 0,50 | 1   |

À l'issue du tour final, le SpVgg Beckum renonça à la promotion tout comme le Stolberger SV, 3e classé. Ce fut finalement le Sportfreunde Gladbeck, vice-champion de la Verbandsliga Westfalen, qui fut le 2e promu !

## 2. Oberliga Südwest
Le 2. Oberliga Südwest 1956-1957 fut une ligue située au 2e niveau de la hiérarchie du football ouest-allemand.
Ce fut la 6e édition de cette ligue qui couvrait le même territoire que l'Oberliga Südwest, c'est-à-dire le Land de Rhénanie-Palatinat et le protectorat de Sarre (qui sera réunifié à l'Allemagne de l'Ouest et deviendra le Land de Sarre au cours de la saison), donc pour les clubs affiliés à la Fußball-Regional-Verband Südwest (FRVS).
Les deux premiers classés furent promus en Oberliga Südwest pour la saison suivante.

### Compétition

#### Légende
| Légende         |                                                                          |
| C               | Champion 2. Liga Südwest & promu en Oberliga Südwest la saison suivante. |
| P               | promu en Oberliga Südwest la saison suivante                             |
| R               | Relégué en vers les séries inférieures en vue de la saison suivante      |
| en diminution   | club relégué de l'Oberliga Südwest depuis la saison précédente           |
| en augmentation | club promu des séries inférieures depuis la saison précédente.           |

#### Classement
|   |    |                        | M  | G  | N  | P  | +  | -  | Avg  | Pts |
| - | -- | ---------------------- | -- | -- | -- | -- | -- | -- | ---- | --- |
| C | 1  | SV St. Ingbert         | 30 | 20 | 5  | 5  | 81 | 41 | 1,98 | 45  |
| Q | 2  | TuRa Ludwigshafen      | 30 | 17 | 6  | 7  | 81 | 40 | 2,03 | 40  |
|   | 3  | FV Engers 07           | 30 | 17 | 5  | 8  | 73 | 56 | 1,31 | 39  |
|   | 4  | BSC 1914 Oppau         | 30 | 15 | 7  | 8  | 62 | 50 | 1,24 | 37  |
|   | 5  | ASV Landau             | 30 | 14 | 4  | 12 | 63 | 52 | 1,21 | 32  |
|   | 6  | SpVgg Weisenau         | 30 | 13 | 6  | 11 | 62 | 65 | 0,95 | 32  |
|   | 7  | SV Ludweiler-Warndt    | 30 | 11 | 9  | 10 | 58 | 59 | 0,98 | 31  |
|   | 8  | TSC Zweibrücken        | 30 | 12 | 5  | 13 | 66 | 63 | 1,05 | 29  |
|   | 9  | SV Niederlahnstein     | 30 | 9  | 10 | 11 | 45 | 52 | 0,87 | 28  |
|   | 10 | ASC Dudweiler          | 30 | 12 | 3  | 15 | 42 | 53 | 0,79 | 27  |
|   | 11 | SC Viktoria Hühnerfeld | 30 | 11 | 4  | 15 | 48 | 44 | 1,09 | 26  |
|   | 12 | VfR Kirn               | 30 | 9  | 7  | 14 | 54 | 56 | 0,96 | 25  |
|   | 13 | VfL Trier              | 30 | 11 | 2  | 17 | 52 | 80 | 0,65 | 24  |
|   | 14 | VfL Neuwied            | 30 | 10 | 4  | 16 | 47 | 73 | 0,64 | 24  |
| R | 15 | ASV Hochfeld 1925      | 30 | 7  | 9  | 14 | 48 | 62 | 0,77 | 23  |
| R | 16 | Sportfreunde Herdorf   | 30 | 5  | 8  | 17 | 45 | 81 | 0,56 | 18  |

### Changement de nom
Après cette saison, l'ASV Hochfeld 1925 devint le Ludwigshafener SC 1925.

### Relégués de l'Oberliga Südwest
En fin de saison, les deux clubs suivants furent relégués depuis l'Oberliga Südwest:
- SpVgg Andernach
- Sportfreunde 05 Saarbrücken

### Montants des séries inférieures
Les deux derniers classés furent relégués vers les séries inférieures et, en vue de la saison suivante, furent remplacées par:
- FC 08 Homburg
- FC Germania Metternich

#### Résultats du tour final des Amateurligen
| Légende       |                                                               |
| P             | Promu en 2. Oberliga Südwest, la saison suivante.             |
| en diminution | club relégué de la 2. Oberliga Südwest, la saison précédente. |

|   |   |                        | M | G | N | P | +  | -  | Avg  | Pts |
| - | - | ---------------------- | - | - | - | - | -- | -- | ---- | --- |
| P | 1 | FC 08 Homburg          | 6 | ? | ? | ? | 18 | 10 | 1,80 | 8   |
| P | 2 | FC Germania Metternich | 6 | ? | ? | ? | 16 | 13 | 1,23 | 8   |
|   | 3 | SC Altenkessel         | 6 | ? | ? | ? | 13 | 7  | 1,86 | 7   |
|   | 4 | BFV Hassia Bingen      | 6 | 0 | 1 | 5 | 5  | 22 | 0,23 | 1   |

## 2. Oberliga Süd
Pour un article plus général, voir Zweite Oberliga Sud (1950-1963).
Le 2. Oberliga Süd 1956-1957 fut une ligue située au 2e niveau de la hiérarchie du football ouest-allemand.
Ce fut la 7e édition de cette ligue qui couvrait le même territoire que l'Oberliga Süd, c'est-à-dire les Länder de Bade-Wurtemberg, de Bavière et de Hesse.
Les deux premiers classés furent promus en Oberliga Süd pour la saison suivante.

### Compétition

#### Légende
| Légende         |                                                                        |
| C               | Champion 2. Liga Süd & promu en Oberliga Süd la saison suivante.       |
| P               | promu en Oberliga Süd la saison suivante                               |
| R               | Relégué vers les séries de 1. Amateurliga en vue de la saison suivante |
| en diminution   | club relégué de l'Oberliga Süd depuis la saison précédente             |
| en augmentation | club promu des séries de 1. Amateurliga depuis la saison précédente    |

#### Classement
|   |    |                        | M  | G  | N  | P  | +   | -  | Avg  | Pts |
| - | -- | ---------------------- | -- | -- | -- | -- | --- | -- | ---- | --- |
| C | 1  | TSV 1860 München       | 34 | 23 | 6  | 5  | 103 | 47 | 2,19 | 50  |
| P | 2  | SSV Reutlingen         | 34 | 20 | 9  | 5  | 95  | 48 | 1,98 | 49  |
|   | 3  | TSG 1846 Ulm           | 34 | 20 | 2  | 12 | 82  | 68 | 1,21 | 42  |
|   | 4  | 1. FC Pforzheim        | 34 | 18 | 5  | 11 | 69  | 60 | 1,15 | 41  |
|   | 5  | ASV Cham               | 34 | 16 | 7  | 11 | 70  | 58 | 1,21 | 39  |
|   | 6  | SpVgg 03 Neu-Isenburg  | 34 | 15 | 9  | 10 | 53  | 51 | 1,04 | 39  |
|   | 7  | SV 07 Waldhof          | 34 | 16 | 5  | 13 | 84  | 64 | 1,31 | 37  |
|   | 8  | FC Singen 04           | 34 | 16 | 5  | 13 | 64  | 61 | 1,05 | 37  |
|   | 9  | KSV Hessen Kassel      | 34 | 12 | 11 | 11 | 52  | 51 | 1,02 | 35  |
|   | 10 | TSV 1861 Straubing     | 34 | 14 | 5  | 15 | 66  | 61 | 1,08 | 33  |
|   | 11 | FC Hanau 93            | 34 | 14 | 5  | 15 | 64  | 67 | 0,96 | 33  |
|   | 12 | SV Darmstadt 98        | 34 | 12 | 8  | 14 | 59  | 63 | 0,94 | 32  |
|   | 13 | VfL 07 Neustadt/Coburg | 34 | 11 | 8  | 15 | 49  | 68 | 0,72 | 30  |
|   | 14 | FC Bayern Hof 1910     | 34 | 11 | 7  | 16 | 50  | 49 | 1,02 | 29  |
|   | 15 | VfB Hemlbrechts        | 34 | 12 | 4  | 18 | 50  | 75 | 0,66 | 28  |
|   | 16 | SV Wiesbaden           | 34 | 7  | 9  | 18 | 41  | 61 | 0,67 | 23  |
| R | 17 | Karlsruher FV          | 34 | 6  | 6  | 22 | 49  | 95 | 0,48 | 18  |
| R | 18 | VfR Heilbronn          | 34 | 4  | 7  | 23 | 41  | 91 | 0,45 | 15  |

### Relégués d'Oberliga
À la fin de cette saison, les clubs qui descendirent d'Oberliga Süd furent:
- TSV Schwaben Augsburg
- Freiburger FC

### Montants des séries inférieures
En vue de la saison suivante, les deux derniers classés de 2. Liga Süd furent relégués vers les séries d'Amateurliga et remplacés par :
- SpVgg Amicitia Viernheim
- SC Borussia 04 Fulda

#### Résultats du tour final des Amateurligen
| Légende       |                                                                                                |
| P             | club promu en 2. Oberliga Süd, la saison suivante.                                             |
| B             | club devant jouer un barrage pour désigner le 2e promu en 2. Oberliga Süd, la saison suivante. |
| en diminution | club relégué de 2. Oberliga Süd, la saison précédente.                                         |

Le tour final concerna les champions des cinq Amateurligen ("Baden", "Bayern", "Hessen", "Südbaden", "Württemberg").
- Tour final

|   |   |                          | M | G | N | P | + | -  | Avg  | Pts |
| - | - | ------------------------ | - | - | - | - | - | -- | ---- | --- |
| P | 1 | SpVgg Amicitia Viernheim | 4 | ? | ? | ? | 6 | 2  | 3,00 | 6   |
| B | 2 | VfB Friedrichshafen      | 4 | ? | ? | ? | 7 | 5  | 1,40 | 5   |
| B | 3 | SC Borussia 04 Fulda     | 4 | ? | ? | ? | 9 | 7  | 1,29 | 5   |
|   | 4 | FC Konstanz VfR          | 4 | ? | ? | ? | 9 | 10 | 0,90 | 4   |
|   | 5 | 1. FC 01 Bamberg         | 4 | 0 | 0 | 4 | 3 | 10 | 0,30 | 0   |

- Tour final - match d'appui

| Date       | Match                                      | Résultat |             |
| ---------- | ------------------------------------------ | -------- | ----------- |
| xx/xx/1957 | SC Borussia 04 Fulda – VfB Friedrichshafen | 1-0      | à Pforzheim |
| P          | SC Borussia 04 Fulda                       | Promu    |             |